# 虵皇后
虵皇后（？—397年），后秦开国皇帝武昭帝姚苌的皇后，文桓帝姚兴的母亲。
虵氏是羌人，在姚苌称帝前就是他的妻子。建初元年（386年）夏，姚苌称帝，册封虵氏为皇后，姚兴为皇太子。建初九年（394年），姚苌去世，姚兴即位，尊虵氏为皇太后。皇初四年（397年），虵太后去世，姚兴过度悲伤而不能临朝理政，后来即使勉强临朝也不肯脱下丧服。
史书有一个奇怪的记录，姚兴将其父姚苌一个已死的妾室孙氏追尊为皇太后，配飨太庙，因此有说法认为孙氏可能是姚兴生母，虵氏只是抚养。